# Sávio Moreira de Oliveira
Sávio Moreira de Oliveira, noto semplicemente come Savinho o Sávio (Belo Horizonte, 10 aprile 2004), è un calciatore brasiliano, attaccante o centrocampista, del Manchester City e della nazionale brasiliana.

## Caratteristiche tecniche
È un'ala destra di piede mancino. Molto veloce e tecnico, possiede una buona precisione di tiro e quando attacco fa emergere le sue abilità in fase di non possesso, nelle sue corde vanta un buon dribbling. Ama partire largo per poi accentrarsi e cercare la conclusione di sinistro oppure l'assist per un compagno.
Nel 2021, è stato inserito nella lista "Next Generation" dei sessanta migliori talenti nati nel 2004, redatta dal quotidiano inglese The Guardian.

## Carriera

### Club

#### Atlético Mineiro e PSV
Nato a Belo Horizonte, è entrato a far parte del settore giovanile dell'Atlético Mineiro nel 2015. Successivamente, nel 2020 ha iniziato a essere aggregato alla prima squadra in alcuni incontri del Campionato Mineiro e il 19 giugno ha firmato il suo primo contratto professionistico, della durata di tre anni, inserendo una clausola rescissoria dal valore di 60 milioni di euro. Ha esordito fra i professionisti il 19 settembre successivo, subentrando a Keno all'82 dell'incontro del Brasileirão vinto 4-3 contro l'Atl. Goianiense, all'età di 16 anni e 158 giorni.Segna una rete il 12 giugno 2022 nel pareggio per 1-1 contro il Santos, un altro gol lo realizza in Coppa Libertadores con la rete del 3-1 scendendo in campo nel secondo tempo battendo l'Independiente del Valle.
Acquistato dal Troyes, club francese di proprietà del City Football Group, il 22 luglio 2022 viene ceduto in prestito al PSV, con cui mette insieme 8 presenze tra campionato olandese ed Europa League partendo sempre dalla panchina.

#### Girona e Manchester City
Il 13 luglio 2023 viene ceduto in prestito al Girona. Sávio si rivela uno dei migliori giocatori della stagione 2023-2024, durante il campionato spagnolo segna la sua prima rete sconfiggendo il Granada per 4-2, realizza un gol nella partita successiva nel successo per 5-3 contro il Maiorca, è autore di una doppietta battendo per 3-0 il Rayo Vallecano, l'ultimo gol in campionato lo segna contro il Valencia vincendo per 3-1. Nella Coppa del Re realizza la rete del 2-1 sconfiggendo il San Roque. Segnando 11 gol e fornendo 10 assist, contribuendo di fatto alla prima storica qualificazione in Champions League per i catalani.
Il 18 luglio 2024 viene ingaggiato dal Manchester City, con cui firma un contratto quinquennale.Durante la Premier League segna una rete sconfiggendo per 2-0 il Leicester City. In Champions League realizza il gol del 3-1 battendo il Club Bruges. Nel mondiale per Club segna il primo gol il 26 giugno 2025, firmando l'ultima rete del rotondo successo per 5-2 sulla Juventus. 

### Nazionale

#### Nazionali giovanili
Nel 2019 con la nazionale under-15 brasiliana ha vinto il campionato sudamericano di categoria, risultando il capocannoniere della propria squadra insieme a Matheus Nascimento, segna una rete contro il Belgio vincendo per 6-0, sigla un gol anche contro la Bolivia nel successo per 3-0 infine con la doppietta segnata con lo stesso risultato contro il Perù totalizza 4 reti segnate in 6 partite.
Nel dicembre del 2022, è stato incluso dal selezionatore Ramon Menezes nella lista dei convocati della nazionale Under-20 partecipante al Campionato sudamericano di calcio Under-20 2023 in Colombia, raggiungendo la vittoria finale.
Il 28 aprile 2023 viene convocato per il Mondiale di categoria in Argentina.

#### Nazionale maggiore
Il 1º marzo 2024 viene convocato per la prima volta in nazionale maggiore, con cui debutta 22 giorni dopo nell'amichevole vinta 0-1 in casa dell'Inghilterra.
Successivamente viene convocato per la Copa América 2024. Nel corso della partita vinta per 4-1 ai gironi contro il Paraguay (la quinta per lui coi verdeoro), realizza la sua prima rete per il Brasile.

## Statistiche

### Presenze e reti nei club
Statistiche aggiornate al 20 marzo 2025.
| Stagione        | Squadra          | Campionato      | Campionato | Campionato | Coppe nazionali | Coppe nazionali | Coppe nazionali | Coppe continentali | Coppe continentali | Coppe continentali | Altre coppe | Altre coppe | Altre coppe | Totale | Totale |
| Stagione        | Squadra          | Comp            | Pres       | Reti       | Comp            | Pres            | Reti            | Comp               | Pres               | Reti               | Comp        | Pres        | Reti        | Pres   | Reti   |
| --------------- | ---------------- | --------------- | ---------- | ---------- | --------------- | --------------- | --------------- | ------------------ | ------------------ | ------------------ | ----------- | ----------- | ----------- | ------ | ------ |
| 2020            | Atlético Mineiro | M1/MG+A         | 0+8        | 0          | CB              | 0               | 0               | -                  | -                  | -                  | -           | -           | -           | 8      | 0      |
| 2021            | Atlético Mineiro | M1/MG+A         | 7+4        | 0          | CB              | 2               | 0               | CL                 | 0                  | 0                  | -           | -           | -           | 13     | 0      |
| gen.-giu. 2022  | Atlético Mineiro | M1/MG+A         | 2+8        | 0+1        | CB              | 2               | 0               | CL                 | 2                  | 1                  | -           | -           | -           | 14     | 2      |
| Totale carriera | Totale carriera  | Totale carriera | 9+20       | 0+1        |                 | 4               | 0               |                    | 2                  | 1                  | -           | -           | -           | 35     | 2      |
| 2022-2023       | Jong PSV         | EED             | 9          | 2          | -               | -               | -               | -                  | -                  | -                  | -           | -           | -           | 9      | 2      |
| 2022-2023       | PSV              | ED              | 6          | 0          | CO              | 0               | 0               | UCL+UEL            | 0+2                | 0                  | SO          | 0           | 0           | 8      | 0      |
| 2023-2024       | Girona           | PD              | 37         | 9          | CR              | 4               | 2               | -                  | -                  | -                  | -           | -           | -           | 41     | 11     |
| 2024-2025       | Manchester City  | PL              | 24         | 1          | FACup+CdL       | 2+2             | 0               | UCL                | 9                  | 1                  | CS+Cmc      | 1+1         | 1           | 39     | 3      |
| Totale carriera | Totale carriera  | Totale carriera | 105        | 13         |                 | 13              | 2               |                    | 12                 | 2                  |             | 2           | 1           | 132    | 18     |

### Cronologia presenze e reti in nazionale
| Cronologia completa delle presenze e delle reti in nazionale ― Brasile | Cronologia completa delle presenze e delle reti in nazionale ― Brasile | Cronologia completa delle presenze e delle reti in nazionale ― Brasile | Cronologia completa delle presenze e delle reti in nazionale ― Brasile | Cronologia completa delle presenze e delle reti in nazionale ― Brasile | Cronologia completa delle presenze e delle reti in nazionale ― Brasile | Cronologia completa delle presenze e delle reti in nazionale ― Brasile | Cronologia completa delle presenze e delle reti in nazionale ― Brasile |
| Data                                                                   | Città                                                                  | In casa                                                                | Risultato                                                              | Ospiti                                                                 | Competizione                                                           | Reti                                                                   | Note                                                                   |
| ---------------------------------------------------------------------- | ---------------------------------------------------------------------- | ---------------------------------------------------------------------- | ---------------------------------------------------------------------- | ---------------------------------------------------------------------- | ---------------------------------------------------------------------- | ---------------------------------------------------------------------- | ---------------------------------------------------------------------- |
| 23-3-2024                                                              | Londra                                                                 | Inghilterra                                                            | 0 – 1                                                                  | Brasile                                                                | Amichevole                                                             | -                                                                      | 78’                                                                    |
| 8-6-2024                                                               | College Station                                                        | Messico                                                                | 2 – 3                                                                  | Brasile                                                                | Amichevole                                                             | -                                                                      | 74’                                                                    |
| 12-6-2024                                                              | Orlando                                                                | Stati Uniti                                                            | 1 – 1                                                                  | Brasile                                                                | Amichevole                                                             | -                                                                      | 65’                                                                    |
| 24-6-2024                                                              | Inglewood                                                              | Brasile                                                                | 0 – 0                                                                  | Costa Rica                                                             | Coppa America 2024 - 1º turno                                          | -                                                                      | 70’                                                                    |
| 28-6-2024                                                              | Paradise                                                               | Paraguay                                                               | 1 – 4                                                                  | Brasile                                                                | Coppa America 2024 - 1º turno                                          | 1                                                                      | 72’                                                                    |
| 2-7-2024                                                               | Santa Clara                                                            | Brasile                                                                | 1 – 1                                                                  | Colombia                                                               | Coppa America 2024 - 1º turno                                          | -                                                                      | 73’                                                                    |
| 6-7-2024                                                               | Paradise                                                               | Uruguay                                                                | 0 – 0 (4 – 2 dtr)                                                      | Brasile                                                                | Coppa America 2024 - Quarti di finale                                  | -                                                                      | 82’                                                                    |
| 10-10-2024                                                             | Santiago del Cile                                                      | Cile                                                                   | 1 – 2                                                                  | Brasile                                                                | Qual. Mondiali 2026                                                    | -                                                                      | 68’                                                                    |
| 15-10-2024                                                             | Brasília                                                               | Brasile                                                                | 4 – 0                                                                  | Perù                                                                   | Qual. Mondiali 2026                                                    | -                                                                      | 69’                                                                    |
| 14-11-2024                                                             | Maturin                                                                | Venezuela                                                              | 1 – 1                                                                  | Brasile                                                                | Qual. Mondiali 2026                                                    | -                                                                      | 68’                                                                    |
| 19-11-2024                                                             | Salvador                                                               | Brasile                                                                | 1 – 1                                                                  | Uruguay                                                                | Qual. Mondiali 2026                                                    | -                                                                      | 73’                                                                    |
| 20-3-2025                                                              | Brasilia                                                               | Brasile                                                                | 2 – 1                                                                  | Colombia                                                               | Qual. Mondiali 2026                                                    | -                                                                      | 78’                                                                    |
| 25-3-2025                                                              | Buenos Aires                                                           | Argentina                                                              | 4 – 1                                                                  | Brasile                                                                | Qual. Mondiali 2026                                                    | -                                                                      | 69’                                                                    |
| Totale                                                                 |                                                                        | Presenze                                                               | 13                                                                     |                                                                        | Reti                                                                   | 1                                                                      |                                                                        |

## Palmarès

### Club

#### Competizioni statali
- Campionato Mineiro: 3

Atlético Mineiro: 2020, 2021, 2022

#### Competizioni nazionali
- Campionato brasiliano: 1

Atlético Mineiro: 2021
- Coppa del Brasile: 1

Atlético Mineiro: 2021
- Supercoppa del Brasile: 1

Atlético Mineiro: 2022
- Supercoppa dei Paesi Bassi: 1

PSV: 2022
- Coppa dei Paesi Bassi: 1

PSV: 2022-2023
- Community Shield: 1

Manchester City: 2024

### Nazionale

#### Competizioni giovanili
- Campionato sudamericano Under-20: 1

Colombia 2023